# Дахрат-Дульке
Дахра́т-Дульке́ — дрібний острів в Червоному морі в архіпелазі Дахлак, належить Еритреї, адміністративно належить до району Дахлак регіону Семіен-Кей-Бахрі.

## Географія
Розташований на північний схід від острова Саїн. Має видовжену форму, довжина острова становить всього 450 м при ширині не більше 80 м. З північного боку острів облямований піщаними мілинами.